# Thomas Bickel
Thomas Bickel (n. Aarberg, Suiza, 6 de octubre de 1963) es un exfutbolista suizo, que se desempeñó como mediocampista y militó en diversos clubes de Suiza y Japón. 

## Carrera
Bickel comenzó su carrera en 1984, jugando en el club FC Biel-Bienne, con el cual anotó 6 goles en 29 partidos disputados. Después emigró al FC Zürich, donde convirtió 19 goles en 92 partidos que disputó con el club. Luego fichó por el archirrival del FC Zurich, que es el Grasshopper y es precisamente en ese club, con el cual está plenamente identificado hasta la actualidad, ya que Bickel convirtió 24 goles, en 198 partidos jugados por el Grasshopper. En el fútbol de su país, Bickel jugó 319 partidos y anotó 49 goles. En el año 1995, Buckel emigró al fútbol japonés, para jugar en el Vissel Kobe y en el club asiático, Bickel jugó 75 partidos y anotó 21 goles, siendo precisamente en ese club, donde terminó su carrera futbolística en 1997. Bickel jugó en total 394 partidos en clubes y anotó 70 goles.

## Selección nacional
Bickel jugó 52 partidos internacionales, para la selección nacional suiza y anotó 5 goles. Participó en una sola Copa del Mundo FIFA, que fue en la edición de Estados Unidos 1994, donde la selección suiza fue eliminada en octavos de final.

## Clubes
| Club           | País  | Año         |
| -------------- | ----- | ----------- |
| FC Biel-Bienne | Suiza | 1984 - 1985 |
| FC Zürich      | Suiza | 1985 - 1988 |
| Grasshopper    | Suiza | 1988 - 1995 |
| Vissel Kobe    | Japón | 1995 - 1997 |

## Participaciones en Copas del Mundo
| Mundial                        | Sede           | Resultado        |
| ------------------------------ | -------------- | ---------------- |
| Copa Mundial de Fútbol de 1994 | Estados Unidos | Octavos de final |